# Rick Margitza

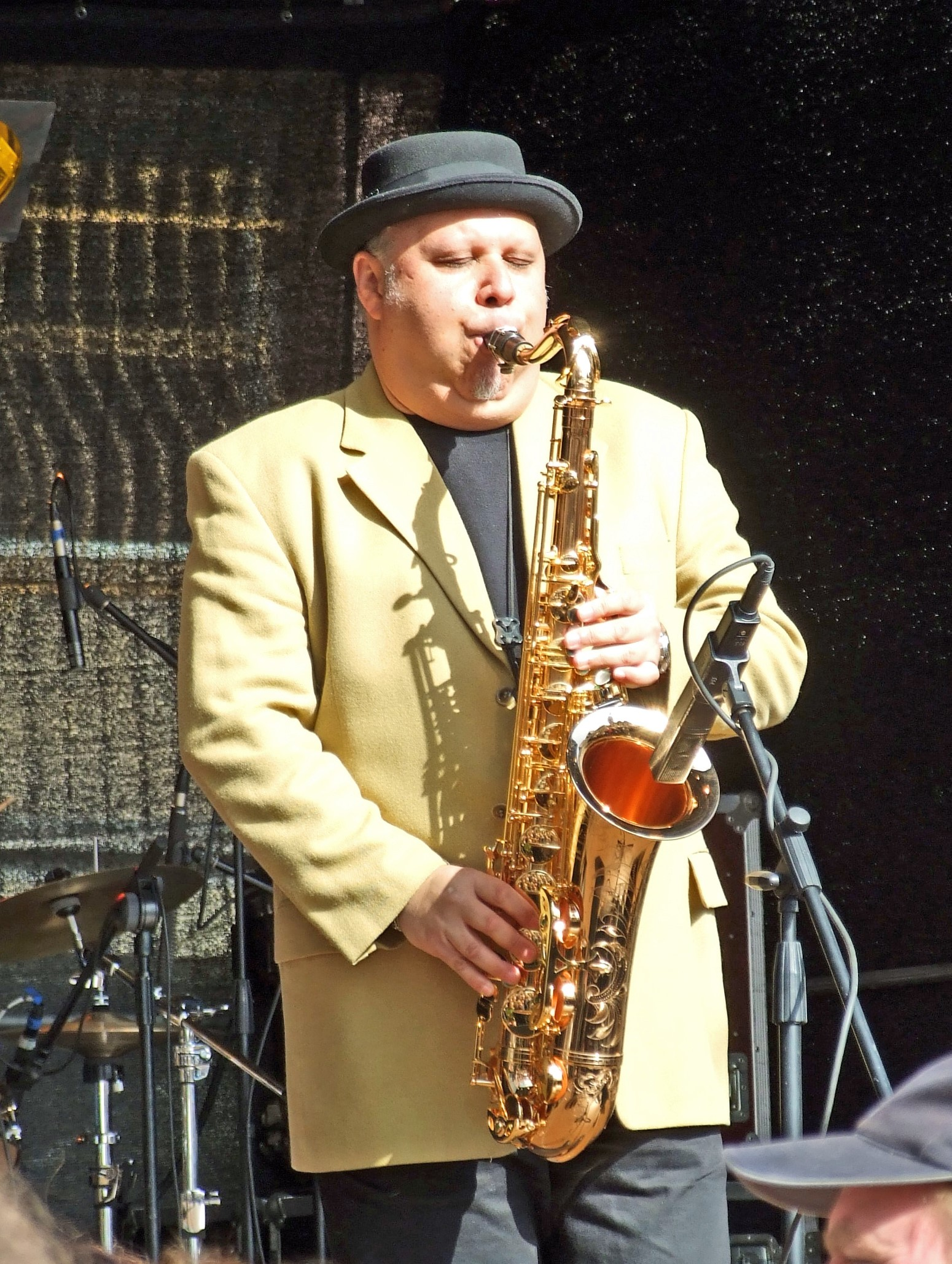
Tony Lakatos

Rick Margitza (Detroit, 1961. október 24. –) amerikai tenorszaxofonos. Apai nagyapja magyar cigány hegedűművész volt. Apja a Detroit Symphony Orchestra hegedűse volt.

## Pályafutása
Zongorázott és oboázott, majd a Fordson High Schoolon a tenorszaxofon mellett kötött ki. Több főiskolára is járt: a Wayne State University-re, a Berklee College of Music-ra, a University of Miamira és a Loyola University New Orleans-ra.
Az 1980-as években Maynard Fergusonnal és Flora Purimmal turnézott. 1988-ban New Yorkba költözött, ahol Miles Davisszel játszott. 1989 és 1991 között három albumot adott ki a Blue Note Recordsnál.
Pályafutása során többnyire másokkal készített felvételeket, többek között Eddie Gómezzel, Tony Williamsszel, Bobby Hutchersonnal, Maria Schneiderrel, McCoy Tynerrel és Chick Coreaval.
Rick Margitza 2003-ban Párizsba költözött. Fellépett Martial Solallal, François Moutinnal, Louis Moutinnal, Ari Hoeniggel, Franck Amsallemmel, Jean-Michel Pilckel és Manuel Rochemannal; a Pori Jazzon, a Montreux-i Jazz Fesztiválon, stb. fesztiválokon.
Írt egy szaxofonversenyt; és két szimfóniát nagyzenekarra.

## Albumok
- Color (1989)
- Hope (1991)
- This Is New (1991)
- Second Home with Jeff Gardner (1995)
- Work It (1995)
- Hands of Time (1995)
- Game of Chance (1997)
- Conversations with Bert Van Den Brink (1999)
- Heart of Hearts (2000)
- Memento (2001)
- Bohemia (2004)
- Gypsy Tenor with Tony Lakatos, Bolla Gábor (2017)
- South Florida Jazz Orchestra: Cheap Thrills: The Music Of Rick Margitza (2020)
- Sacred Hearts (2021)

## Díjak
- 2021: Sacred Hearts Favorite Jazz Albums

## Fordítás
Ez a szócikk részben vagy egészben  a   Rick Margitza című angol Wikipédia-szócikk ezen változatának fordításán alapul.  Az eredeti cikk szerkesztőit annak laptörténete sorolja fel. Ez a jelzés csupán a megfogalmazás eredetét és a szerzői jogokat jelzi, nem szolgál a cikkben szereplő információk forrásmegjelöléseként.